# Paraniesslia
Paraniesslia är ett släkte av svampar. Paraniesslia ingår i familjen Niessliaceae, ordningen köttkärnsvampar, klassen Sordariomycetes, divisionen sporsäcksvampar och riket svampar.
|              | Niesslia                                   |
|              |                                            |
|              | Hyaloseta                                  |
|              |                                            |
| Paraniesslia | \| \| Paraniesslia tuberculata \| \| \| \| |
|              | \| \| Paraniesslia tuberculata \| \| \| \| |
|              | Monocillium                                |
|              |                                            |
|              | Valetoniellopsis                           |
|              |                                            |
|              | Valetoniella                               |
|              |                                            |
|              | Circinoniesslia                            |
|              |                                            |
|              | Taiwanascus                                |
|              |                                            |
|              | Cryptoniesslia                             |
|              |                                            |
|              | Trichosphaerella                           |
|              |                                            |
|              | Malmeomyces                                |
|              |                                            |
|              | Miyakeomyces                               |
|              |                                            |
|              | Paraniesslia tuberculata                   |
|              |                                            |

|  | Paraniesslia tuberculata |
|  |                          |